# 梁熙 (順治進士)
梁熙，字曰缉，鄢陵人，清朝政治人物、進士出身。
順治十二年，登進士，由知县历官御史。有《晰次斋稿》。